# Amolops mantzorum
Amolops mantzorum là một loài ếch trong họ Ranidae. Chúng là loài đặc hữu của Trung Quốc.
Các môi trường sống tự nhiên của chúng là các khu rừng ôn hòa, vùng cây bụi ôn đới, và sông.